# Hans-Jürgen Geschke
Pour les articles homonymes, voir Geschke.
Hans-Jürgen Geschke, né le 7 juillet 1943 à Berlin, est un coureur cycliste est-allemand. 

## Biographie
Il a notamment été champion du monde de tandem avec Werner Otto en 1969 et 1971, et de vitesse amateurs en 1977. 
Son fils Simon Geschke est cycliste professionnel depuis 2009.

## Palmarès

### Jeux olympiques
- Munich 1972
  -  Médaillé d'argent du tandem
- Montréal 1976
  -  Médaillé de bronze de la vitesse

### Championnats du monde
- Anvers 1969
  -  Champion du monde de tandem (avec Werner Otto)
- Leicester 1970
  -  Médaillé d'argent du tandem
- Varèse 1971
  -  Champion du monde de tandem (avec Werner Otto)
- Saint-Sébastien 1973
  -  Médaillé de bronze du tandem
- San Cristobal  1977
  -  Champion du monde de vitesse amateurs

### Championnats nationaux
- Champion de RDA de vitesse en 1964, 1966, 1967, 1968, 1969, 1960, 1971, 1973, 1974, 1975
- Champion de RDA de tandem en 1968, 1969, 1970, 1971 (avec Werner Otto)